# Campeonato Sudamericano Sub-17 de 2003
El X Campeonato Sudamericano Sub-17 de 2003 se desarrolló en Bolivia. El torneo fue clasificatorio para el mundial de la categoría a realizarse en Finlandia el mismo año. Los representantes sudamericanos fueron Argentina, Brasil y Colombia.
Venezuela era la sede original del Campeonato Suramericano de Fútbol Sub-17 de 2003, pero la situación política del país obligó al cambio de sede.

## Participantes
Participaron en el torneo los equipos representativos de las 10 asociaciones nacionales afiliadas a la Confederación Sudamericana de Fútbol:
| Equipos participantes | Equipos participantes | Equipos participantes | Equipos participantes | Equipos participantes |
| --------------------- | --------------------- | --------------------- | --------------------- | --------------------- |
| Argentina             | Bolivia               | Brasil                | Chile                 | Colombia              |
| Ecuador               | Paraguay              | Perú                  | Uruguay               | Venezuela             |

## Sedes
| Santa Cruz de la Sierra         | Santa Cruz de la Sierra Montero | Montero                 |
| ------------------------------- | ------------------------------- | ----------------------- |
| Estadio Ramón Tahuichi Aguilera | Santa Cruz de la Sierra Montero | Estadio Gilberto Parada |
| Capacidad: 40 000               | Santa Cruz de la Sierra Montero | Capacidad: 14 000       |
|                                 | Santa Cruz de la Sierra Montero |                         |

## Fechas y resultados

### Primera fase
Los 10 equipos participantes en la primera fase se dividieron en dos grupos de cinco equipos cada uno. Luego de una liguilla simple (a una sola rueda de partidos), pasaron a segunda ronda los equipos que ocuparon las posiciones primera y segunda de cada grupo.
En caso de empate en puntos en cualquiera de las posiciones, la clasificación se determina siguiendo en orden los siguientes criterios:
- Diferencia de goles.
- Cantidad de goles marcados.
- El resultado del partido jugado entre los empatados.
- Por sorteo.

#### Grupo A
| Equipo    | Pts. | PJ | PG | PE | PP | GF | GC | Dif |
| --------- | ---- | -- | -- | -- | -- | -- | -- | --- |
| Brasil    | 12   | 4  | 4  | 0  | 0  | 10 | 2  | +8  |
| Uruguay   | 9    | 4  | 3  | 0  | 1  | 10 | 3  | +7  |
| Chile     | 3    | 4  | 1  | 0  | 3  | 4  | 7  | -3  |
| Ecuador   | 3    | 4  | 1  | 0  | 3  | 4  | 9  | -5  |
| Venezuela | 3    | 4  | 1  | 0  | 3  | 5  | 12 | -7  |

| 1 de mayo de 2003 | Chile | 0:2 | Uruguay | Estadio Ramón Tahuichi Aguilera, Santa Cruz de la Sierra |  |

| 1 de mayo de 2003 | Brasil | 2:0 | Ecuador | Estadio Ramón Tahuichi Aguilera, Santa Cruz de la Sierra |  |

| 3 de mayo de 2003 | Chile | 1:2 | Ecuador | Estadio Gilberto Parada, Montero |  |

| 3 de mayo de 2003 | Venezuela | 0:4 | Uruguay | Estadio Gilberto Parada, Montero |  |

| 5 de mayo de 2003 | Chile | 0:3 | Brasil | Estadio Ramón Tahuichi Aguilera, Santa Cruz de la Sierra |  |

| 5 de mayo de 2003 | Venezuela | 3:2 | Ecuador | Estadio Ramón Tahuichi Aguilera, Santa Cruz de la Sierra |  |

| 8 de mayo de 2003 | Uruguay | 3:0 | Ecuador | Estadio Ramón Tahuichi Aguilera, Santa Cruz de la Sierra |  |

| 8 de mayo de 2003 | Venezuela | 1:3 | Brasil | Estadio Ramón Tahuichi Aguilera, Santa Cruz de la Sierra |  |

| 10 de mayo de 2003 | Uruguay | 1:3 | Brasil | Estadio Gilberto Parada, Montero |  |

| 10 de mayo de 2003 | Venezuela | 1:3 | Chile | Estadio Gilberto Parada, Montero |  |

|}

#### Grupo B
| Equipo    | Pts. | PJ | PG | PE | PP | GF | GC | Dif |
| --------- | ---- | -- | -- | -- | -- | -- | -- | --- |
| Argentina | 10   | 4  | 3  | 1  | 0  | 14 | 1  | +13 |
| Colombia  | 8    | 4  | 2  | 2  | 0  | 7  | 5  | +2  |
| Paraguay  | 6    | 4  | 2  | 0  | 2  | 7  | 10 | -3  |
| Perú      | 2    | 4  | 0  | 2  | 2  | 2  | 7  | -5  |
| Bolivia   | 1    | 4  | 0  | 1  | 3  | 2  | 9  | -7  |

| 2 de mayo de 2003 | Perú | 1:1 | Bolivia | ?, ? (?)      |  |
|                   |      |     |         | Árbitro(s): ? |  |

| 2 de mayo de 2003 | Paraguay | 0:5 | Argentina | ?, ? (?)      |  |
|                   |          |     |           | Árbitro(s): ? |  |

| 4 de mayo de 2003 | Bolivia | 0:1 | Colombia | ?, ? (?)      |  |
|                   |         |     |          | Árbitro(s): ? |  |

| 4 de mayo de 2003 | Perú | 0:2 | Paraguay | ?, ? (?)      |  |
|                   |      |     |          | Árbitro(s): ? |  |

| 6 de mayo de 2003 | Paraguay | 3:4 | Colombia | ?, ? (?)      |  |
|                   |          |     |          | Árbitro(s): ? |  |

| 6 de mayo de 2003 | Argentina | 3:0 | Perú | ?, ? (?)      |  |
|                   |           |     |      | Árbitro(s): ? |  |

| 9 de mayo de 2003 | Paraguay | 2:1 | Bolivia | ?, ? (?)      |  |
|                   |          |     |         | Árbitro(s): ? |  |

| 9 de mayo de 2003 | Argentina | 1:1 | Colombia | ?, ? (?)      |  |
|                   |           |     |          | Árbitro(s): ? |  |

| 11 de mayo de 2003 | Colombia | 1:1 | Perú | ?, ? (?)      |  |
|                    |          |     |      | Árbitro(s): ? |  |

| 11 de mayo de 2003 | Bolivia | 0:5 | Argentina | ?, ? (?)      |  |
|                    |         |     |           | Árbitro(s): ? |  |

### Fase final
| Equipo    | Pts. | PJ | PG | PE | PP | GF | GC | Dif |
| --------- | ---- | -- | -- | -- | -- | -- | -- | --- |
| Argentina | 5    | 3  | 1  | 2  | 0  | 5  | 4  | +1  |
| Brasil    | 4    | 3  | 1  | 1  | 1  | 5  | 2  | +3  |
| Colombia  | 4    | 3  | 1  | 1  | 1  | 4  | 5  | -1  |
| Uruguay   | 3    | 3  | 1  | 0  | 2  | 4  | 7  | -3  |

| 14 de mayo de 2003 | Brasil | 0:1 | Colombia   | Estadio Ramón Tahuichi Aguilera, Santa Cruz de la Sierra |                                       |
|                    |        |     | Guarín 59' | Árbitro(s): Hébert Aguilera (Bolivia)                    | Árbitro(s): Hébert Aguilera (Bolivia) |

| 14 de mayo de 2003 | Argentina               | 2:1 | Uruguay    | Estadio Ramón Tahuichi Aguilera, Santa Cruz de la Sierra |                                  |
|                    | Cólzera 22' · Lagos 43' |     | García 29' | Árbitro(s): Rubén Selman (Chile)                         | Árbitro(s): Rubén Selman (Chile) |

| 16 de mayo de 2003 | Argentina             | 2:2 | Colombia                   | Estadio Ramón Tahuichi Aguilera, Santa Cruz de la Sierra |                                   |
|                    | Rodas 11' · Garay 57' |     | Hidalgo 53' · Otálvaro 91' | Árbitro(s): Pedro Ramos (Ecuador)                        | Árbitro(s): Pedro Ramos (Ecuador) |

| 16 de mayo de 2003 | Brasil                                              | 4:0 | Uruguay | Estadio Ramón Tahuichi Aguilera, Santa Cruz de la Sierra |                                 |
|                    | Evandro Roncatto 13' 84' · Ederson 32' · Junior 49' |     |         | Árbitro(s): Manuel Garay (Perú)                          | Árbitro(s): Manuel Garay (Perú) |

| 18 de mayo de 2003 | Uruguay                                 | 3:1 | Colombia   | Estadio Ramón Tahuichi Aguilera, Santa Cruz de la Sierra |                                  |
|                    | Rodríguez 15' · Albín 37' · Difiore 90' |     | Armero 33' | Árbitro(s): Rubén Selman (Chile)                         | Árbitro(s): Rubén Selman (Chile) |

| 18 de mayo de 2003 | Brasil       | 1:1 | Argentina   | Estadio Ramón Tahuichi Aguilera, Santa Cruz de la Sierra |                                       |
|                    | Jonathan 73' |     | Cólzera 46' | Árbitro(s): Hébert Aguilera (Bolivia)                    | Árbitro(s): Hébert Aguilera (Bolivia) |

|                              |
| Bandera de Argentina         |
| Campeón Argentina 2.º título |

## Cuadro Final 2003
|    | Selección | Pts. | PJ | PG | PE | PP | GF | GC | Dif. |
| 1  | Argentina | 15   | 7  | 4  | 3  | 0  | 19 | 5  | 14   |
| 2  | Brasil    | 16   | 7  | 5  | 1  | 1  | 15 | 4  | 11   |
| 3  | Colombia  | 12   | 7  | 3  | 3  | 1  | 11 | 10 | 1    |
| 4  | Uruguay   | 12   | 7  | 4  | 0  | 3  | 14 | 10 | 4    |
| 5  | Paraguay  | 6    | 4  | 2  | 0  | 2  | 7  | 10 | -3   |
| 6  | Venezuela | 3    | 4  | 1  | 0  | 3  | 5  | 12 | -7   |
| 7  | Ecuador   | 3    | 4  | 1  | 0  | 3  | 4  | 9  | -5   |
| 8  | Chile     | 3    | 4  | 1  | 0  | 3  | 4  | 7  | -3   |
| 9  | Perú      | 2    | 4  | 0  | 2  | 2  | 2  | 7  | -5   |
| 10 | Bolivia   | 1    | 4  | 0  | 1  | 3  | 2  | 9  | -7   |

## Clasificados al Mundial Sub-17 Finlandia 2003
| Argentina | Brasil | Colombia |
| --------- | ------ | -------- |